# Торремехія
Торремехія (ісп. Torremejía) — муніципалітет в Іспанії, у складі автономної спільноти Естремадура, у провінції Бадахос. Населення — 2217 осіб (2010).
Муніципалітет розташований на відстані близько 290 км на південний захід від Мадрида, 50 км на схід від Бадахоса.

## Демографія
Динаміка населення (INE ):